# Чечевиця синьцзянська
Чечевиця синьцзянська (Carpodacus stoliczkae) — вид горобцеподібних птахів родини в'юркових (Fringillidae). Мешкає в Центральній Азії. Вид названий на честь австрійського зоолога і геолога Фердинанда Столички. Раніше вважався підвидом блідої чечевиці.

## Опис
Довжина птаха становить 14,5-16 см, вага 17-24 г. Виду притаманний статевий диморфізм. Самиці мають повністю піщано-сіре або охристе забарвлення, нижня частина тіла у них дещо світліша. У самців обличчя, горло, груди і живіт мають рожевуватий відтінок, більш темний на обличчі і світліший на животі, гузка у них біла, надхвістя рожеве. Забарвлення молодих птахів подібне до забарвлення самиць. Очі темно-карі, дзьоб чорнуватий зі світлими краями, лапи рогові, у самців тілесного кольору. Загалом синьцзянські чечевиці є схожними на блідих чечевицт, однак у самців рожевуватий відтінок на верхній частині тіла відсутній, а у самиць на спині відсутні темні смужки.

## Підвиди
Виділяють три підвиди:
- C. s. salimalii (Meinertzhagen, R, 1938) — центр і північний схід Афганістану;
- C. s. stoliczkae (Hume, 1874) — від східного Цинхая до річки Яркенд і від західного краю гір Куньлунь до південно-західного Сінцзяна;
- C. s. beicki (Stresemann, 1930) — від північно-західного Ганьсу до східного Цинхая.

## Поширення і екологія
Синьцзянські чечевиці мешкають в західному і центральному Китаї та в Афганістані. Вони живуть в сухих кам'янистих пустелях та на кам'янистих гірських схилах, на висоті до 3350 м над рівнем моря. Зустрічаються парами або невеликими зграйками, живляться насінням, пагонами, бруньками, плодами, іноді комахами.